# Угорська Русь

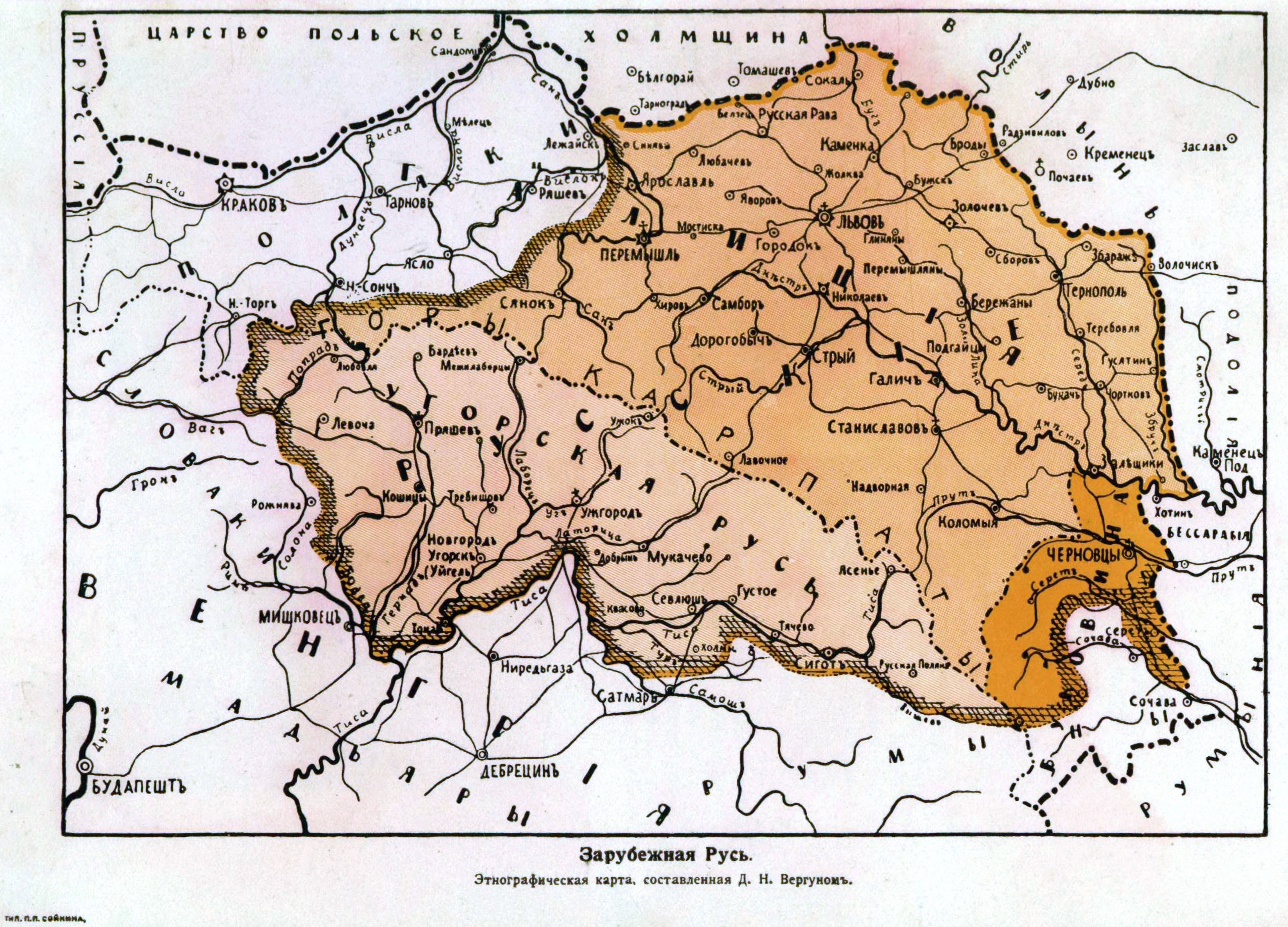
Етнографічна карта руських земель в Австро-Угорщині, яку склав у 1915 році Д. М. Вергун

Угорська Русь — загальна назва для земель в Угорщині до 1919 року, що вживалася в, російській та іншій науково-популярній літературі з кінця 18 століття.
Наприкінці 19 — початку 20 століття в українофільських колах деколи вживано визначення «Угорська Русь», але рідше.
З 1920 офіційна назва — Підкарпатська Русь.
Від назви Угорська Русь виникла і була на початку 20 століття широко розповсюджена етнічна назва населення — угрорусини, після Другої світової війни зникла.